# Monika Roscher

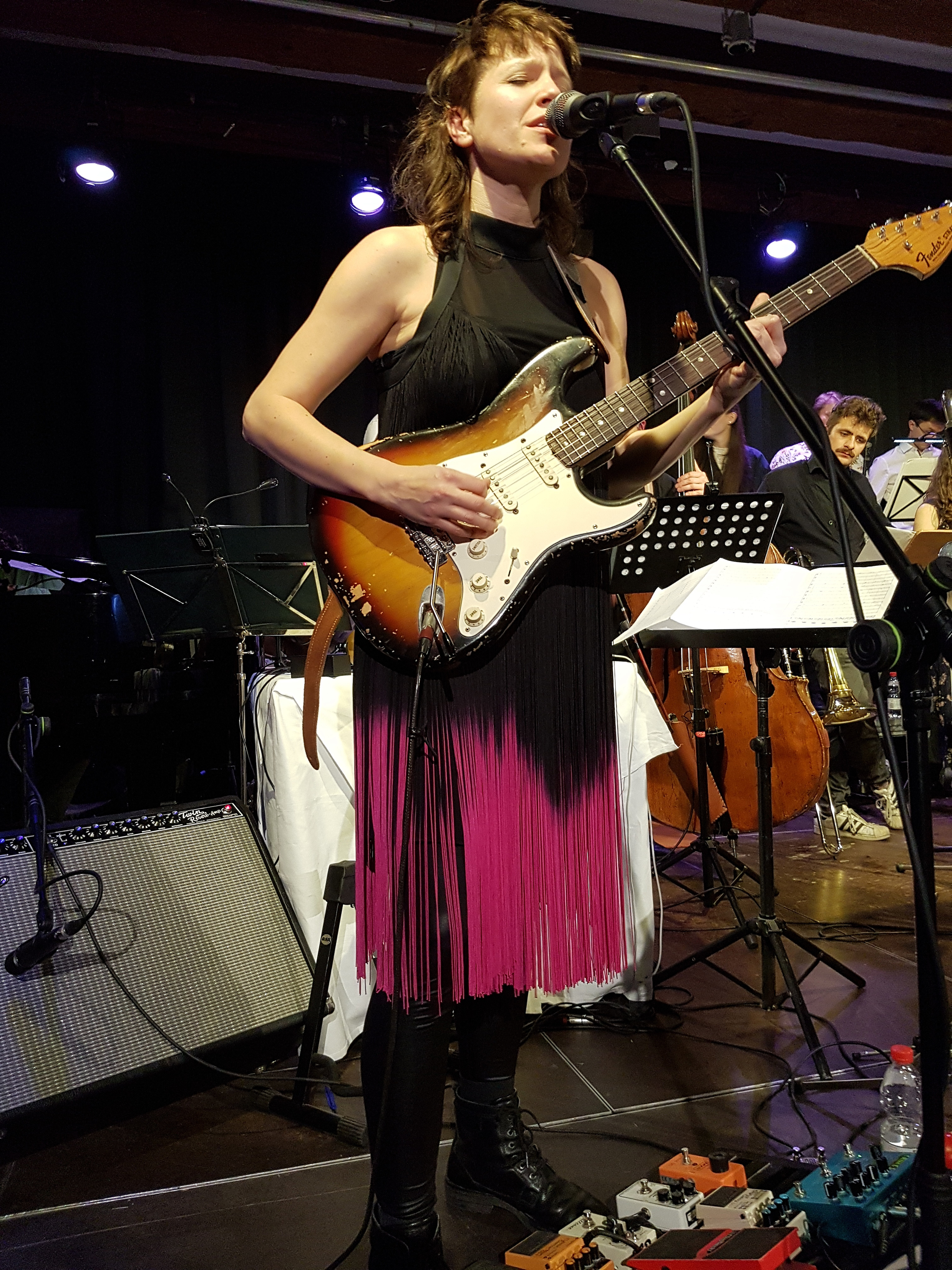
Monika Roscher mit ihrer Bigband bei einem Konzert 2019 in Regensburg

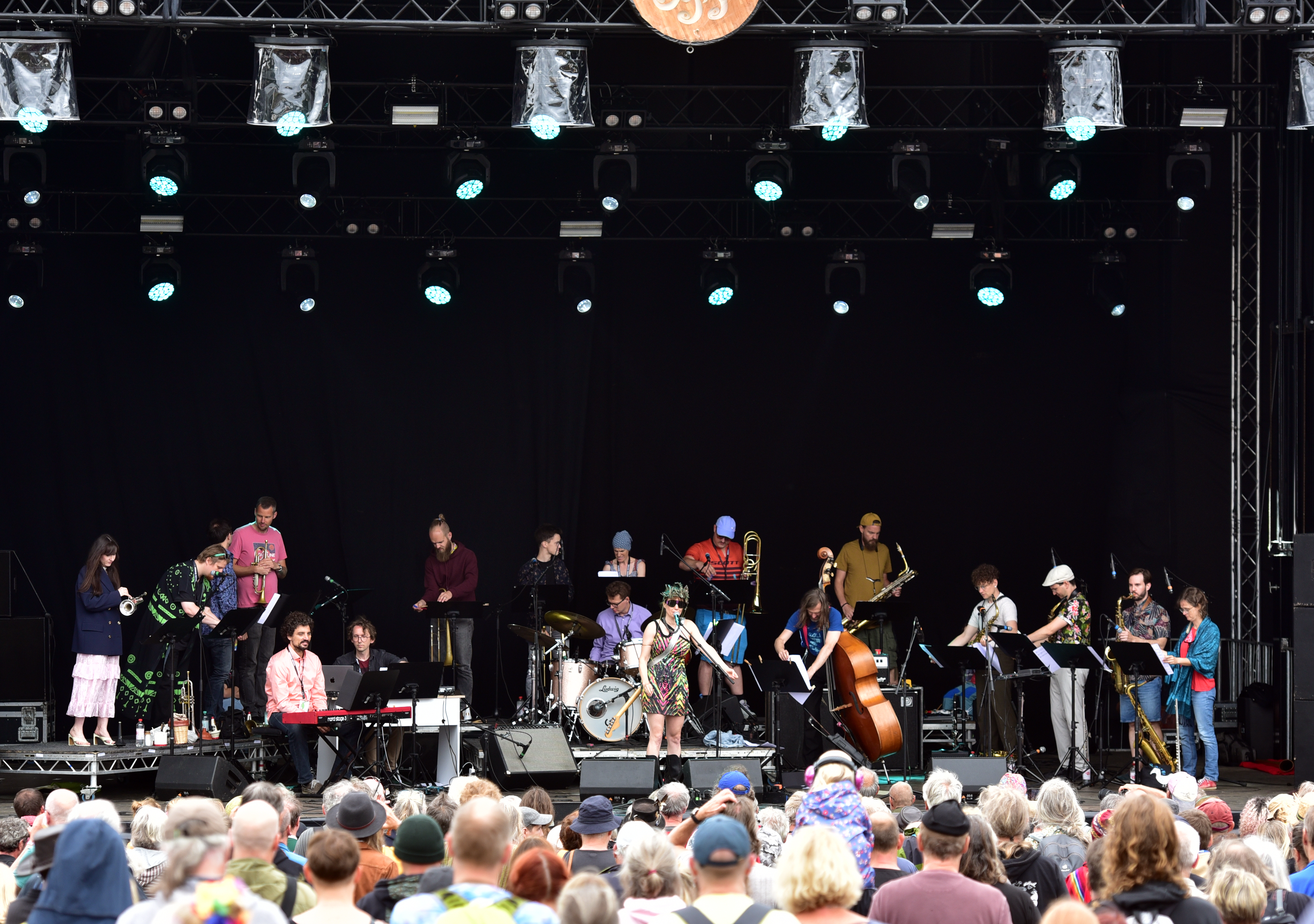
Monika Roscher mit ihrer Bigband beim Burg Herzberg Festival 2024

Monika Roscher (* 30. Dezember 1984 in Langenzenn) ist eine deutsche Jazz- und Independent-Gitarristin, Komponistin, Sängerin und Bigband-Leiterin.

## Leben und Wirken
Roscher wuchs in Langenzenn auf, wo sie zunächst in der Familie musizierte. Dann studierte sie Jazzgitarre und Komposition an der Musikhochschule München. Im Rahmen ihrer Abschlussarbeit gründete sie 2012 die Monika Roscher Bigband. Die Band sorgte mit ihrer Mischung aus Bigband-Bläsersätzen, Elementen aus Rock, Pop und Electro, sowie filmisch anmutenden Klangdramaturgien landesweit für Aufmerksamkeit.
Das Debütalbum Failure in Wonderland erschien 2012 bei Enja. Im Anschluss an die Veröffentlichung tourte die Band und spielte auf dem Abschlusskonzert des Jazzfest Berlin 2013, auf dem Südtirol Jazzfestival, den Jazztagen Idar-Oberstein und dem Jazz & The City Festival in Salzburg. Die Band gastierte zweimal auf dem Fusion Festival in Mecklenburg-Vorpommern. 2016 veröffentlichte die Band ihr zweites Album Of Monsters and Birds und reiste mit dem Goethe-Institut nach Istanbul. 2017 spielte sie auf der Internationalen Jazzwoche Burghausen, den Internationalen Theaterhaus Jazztagen Stuttgart, dem JazzBaltica-Festival und in der Elbphilharmonie Hamburg. 2018 unternahm die Band eine Konzertreise nach Sankt Petersburg. Das dritte Album Witchy Activities and the Maple Death erschien 2023 beim von der Bandleiterin gegründeten Label Zenna Records. BR-Klassik schrieb über das zum Jazzalbum des Monats gekürte Werk: „Packende, großartig gespielte und eigensinnig moderne Musik. Jazz, in dem wieder einmal die unbegrenzten Möglichkeiten dieser Musik aufgezeigt werden: zwischen Bombast-Rock, frickeligem Electro, augenzwinkernder Zirkusmusik“. Es wurde mit dem Preis der deutschen Schallplattenkritik ausgezeichnet und für den Deutschen Jazzpreis nominiert. Das Stück 8 Prinzessinnen erhielt den Deutschen Jazzpreis als Komposition/Arrangement des Jahres.
Roscher wirkte an Ulrich Rasches Produktion Die Räuber am Münchner Residenztheater mit, die zum Berliner Theatertreffen 2017 eingeladen wurde. Im gleichen Jahr schrieb Roscher ein Chorwerk für das Theaterstück Luther der Hans Sachs-Spielgruppe Langenzenn und der Klosterhofspiele Langenzenn (Regie: Gabriele Küffner) anlässlich des 500. Reformationsjubiläums. Für die Theaterproduktionen Woyzeck (2017) am Stadttheater Basel und Das große Heft (2018) am Staatsschauspiel Dresden (beide unter der Regie von Ulrich Rasche) komponierte Roscher die mehrstündige Musik für Livebesetzung. Beide Produktionen wurden zum Berliner Theatertreffen eingeladen, Das große Heft mit dem Sächsischen Theaterpreis ausgezeichnet. Eine weitere Zusammenarbeit mit Ulrich Rasche war die Produktion Elektra (2019) am Münchner Residenztheater, für die Roscher ebenfalls die Musik komponierte. 2021 schrieb sie die Musik für Nora Schlockers Inszenierung von Agnes Bernauer am Residenztheater München. Für Sebastian Baumgartens Inszenierung von Peer Gynt am selben Theater war sie als Livemusikerin (E-Gitarre) tätig.
Am Institut für Musik der Hochschule Osnabrück hielt sie 2017/18 eine Gastprofessur für Komposition.
Als Sängerin wirkte Roscher u. a. auf den von Gerd Baumann komponierten Soundtracks zu den Kinofilmen Beste Chance von Marcus H. Rosenmüller und Spieltrieb von Gregor Schnitzler sowie auf dem zweiten Album der Münchner Band Moop Mama (Das rote Album) mit. Im Verlag vierdreiunddreissig erschien 2015 eine Sammlung von Kompositionen Roschers für Hackbrett.

## Preise und Auszeichnungen
- 2011: Musikstipendium der Landeshauptstadt München[18]
- 2013: Preisträgerin Bujazzo Kompositionswettbewerb[19]
- 2014: „Rising Star“, Down Beat Critics Poll[20]
- 2014: ECHO Jazz „Newcomer des Jahres“ für Failure in Wonderland[21]
- 2014: Bayerischer Kunstförderpreis[22]
- 2014: Musikstipendium der Landeshauptstadt München[23]
- 2019: „Rising Star“, Down Beat Critics Poll[24]
- 2019: Wolfram-von-Eschenbach-Preis[25]
- 2023: Preis der deutschen Schallplattenkritik für Witchy Activities and the Maple Death[26]
- 2024: Deutscher Jazzpreis „Komposition/Arrangement des Jahres“ für 8 Prinzessinnen[27]

## Diskografie
- 2012: Monika Roscher Bigband: Failure in Wonderland (Enja)
- 2016: Monika Roscher Bigband: Of Monsters and Birds (Enja)[28]
- 2023: Monika Roscher Bigband: Witchy Activities and the Maple Death (Zenna)[29]
- 2025: Monika Roscher Bigband: Witchy Activities – Live (Zenna)